# Neuseeländische Badmintonnationalmannschaft
Die neuseeländische Badmintonnationalmannschaft repräsentiert Neuseeland in internationalen Badmintonwettbewerben. Die Mannschaft tritt als reines Männerteam (Thomas Cup), reines Frauenteam (Uber Cup) oder als gemischte Mannschaft auf.

## Teilnahme an Welt- und Kontinentalmeisterschaften
| Thomas Cup - Thomas Cup 2008 – 9.–12. | Uber Cup - Uber Cup 2008 – 9.–12. | Sudirman Cup - Sudirman Cup 1989 – 19. - Sudirman Cup 2001 – 25. - Sudirman Cup 2005 – 19. - Sudirman Cup 2007 – 21. |

## Bekannte Spieler und Spielerinnen
| Herren - Geoffrey Bellingham - Anton Gargiulo - Bryan Purser - Richard Purser | Damen - Rebecca Bellingham - Nicole Gordon - Rhona Robertson - Sara Runesten-Petersen |